# 求愛あるあるアニマルダンス
「求愛あるあるアニマルダンス」（きゅうあいあるあるアニマルダンス）は、NHKの音楽番組『みんなのうた』で、2017年10月〜11月に放送された楽曲。作詞：桑原永江、作曲：渡部チェル、歌：ももくろちゃんZ。